# Party Hard
Party Hard est un jeu vidéo d'infiltration développé par Pinokl Games et édité par tinyBuild Games, sorti en 2015 sur Windows, Mac, Linux, PlayStation 4, Xbox One, iOS et Android.
Le jeu a connu une suite, Party Hard 2 et un jeu dérivé, Party Hard Tycoon.

## Accueil
- Canard PC : 5/10[1]
- Destructoid : 6/10[2]
- GameSpot : 7/10[3]